# David Rabinowitz
| Odkryte planetoidy: 36                                           | Odkryte planetoidy: 36 |
| ---------------------------------------------------------------- | ---------------------- |
| (90377) Sedna                                                    | 14 listopada 2003      |
| (90482) Orkus                                                    | 17 lutego 2004         |
| (120178) 2003 OP32                                               | 26 lipca 2003          |
| (120348) 2004 TY364                                              | 3 października 2004    |
| (136199) Eris                                                    | 21 października 2003   |
| (136472) Makemake                                                | 31 marca 2005          |
| (175113) 2004 PF115                                              | 7 sierpnia 2004        |
| (187661) 2007 JG43                                               | 10 maja 2007           |
| (225088) Gonggong                                                | 17 lipca 2007          |
| (229762) Gǃkúnǁʼhòmdímà                                          | 19 października 2007   |
| (305543) 2008 QY40                                               | 25 sierpnia 2008       |
| (312645) 2010 EP65                                               | 9 marca 2010           |
| (316179) 2010 EN65                                               | 7 marca 2010           |
| (349933) 2009 YF7                                                | 19 grudnia 2009        |
| (353222) 2009 YD7                                                | 16 grudnia 2009        |
| (382004) 2010 RM64                                               | 9 września 2010        |
| (386723) 2009 YE7                                                | 17 grudnia 2009        |
| (445473) 2010 VZ98                                               | 11 listopada 2010      |
| (471136) 2010 EO65                                               | 9 marca 2010           |
| (471137) 2010 ET65                                               | 13 marca 2010          |
| (471149) 2010 FB49                                               | 17 marca 2010          |
| (471150) 2010 FC49                                               | 18 marca 2010          |
| (471151) 2010 FD49                                               | 19 marca 2010          |
| (471152) 2010 FE49                                               | 19 marca 2010          |
| (471155) 2010 GF65                                               | 14 kwietnia 2010       |
| (471172) 2010 JC80                                               | 12 maja 2010           |
| (471196) 2010 PK66                                               | 14 sierpnia 2010       |
| (471210) 2010 VW11                                               | 3 listopada 2010       |
| (496816) 1989 UP                                                 | 27 października 1989   |
| (499522) 2010 PL66                                               | 14 sierpnia 2010       |
| (504555) 2008 SO266                                              | 24 września 2008       |
| (523618) 2007 RT15                                               | 11 września 2007       |
| (523629) 2008 SP266                                              | 26 września 2008       |
| (528381) 2008 ST291                                              | 24 września 2008       |
| (552555) 2010 ER65                                               | 10 marca 2010          |
| (555632) 2014 BZ57                                               | 24 stycznia 2014       |
| 1. 2. 3. 4. 5.                                                   |                        |
| Planetoidy, których odkrycie przypisano programowi Spacewatch: 6 |                        |
| (5145) Pholus                                                    | 9 stycznia 1992        |
| (6050) Miwablock                                                 | 10 stycznia 1992       |
| (7066) Nessus                                                    | 26 kwietnia 1993       |
| (30825) 1990 TG1                                                 | 14 października 1990   |
| (152560) 1991 BN                                                 | 19 stycznia 1991       |
| (219021) 1991 LH                                                 | 14 czerwca 1991        |

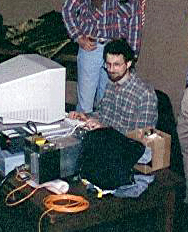
David Rabinowitz

David Lincoln Rabinowitz (ur. w 1960) – astronom z Uniwersytetu Yale. Bada Pas Kuipera. Brał udział w programach Near Earth Asteroid Tracking i Spacewatch.
Wraz z Michaelem E. Brownem, Chadem Trujillo i innymi astronomami odkrył obiekty transneptunowe, w tym:
- (90377) Sedna – prawdopodobnie pierwszy znany wewnętrzny obiekt Obłoku Oorta[1]
- (90482) Orkus[2]
- (136199) Eris – planeta karłowata o wielkości podobnej jak Pluton[3]
- (136108) Haumea – planeta karłowata[4]
- (136472) Makemake – planeta karłowata[5].

Minor Planet Center przypisuje mu samodzielne odkrycie 4 ponumerowanych planetoid. Samodzielnie odkrył także (5145) Pholus, ale Minor Planet Center przypisuje to odkrycie programowi Spacewatch, w ramach którego została odkryta.
Na cześć Davida Rabinowitza jedną z planetoid nazwano (5040) Rabinowitz.